# Torino Calcio Femminile Savcam Renault 1997-1998
Questa voce raccoglie le informazioni riguardanti il Torino Calcio Femminile Savcam Renault nelle competizioni ufficiali della stagione 1997-1998.

## Divise e sponsor
Sponsor principale era l'autoconcessionaria Savcam Renault.

## Rosa
Rosa e ruoli come da sito calciodonna.it, integrati da articoli di stampa sempre presenti sul sito. 
| N. |                   | Ruolo | Calciatrice          |
| -- | ----------------- | ----- | -------------------- |
|    | Italia (bandiera) | P     | Noemi Calavita       |
|    | Italia (bandiera) | P     | Sonia Schierano      |
|    | Italia (bandiera) | D     | Antonella Garagliano |
|    | Italia (bandiera) | D     | Luisa Marchio        |
|    | Italia (bandiera) | D     | Annalisa Mazzariello |
|    | Italia (bandiera) | D     | Elisa Miniati        |
|    | Italia (bandiera) | D     | Anna Scarano         |
|    | Italia (bandiera) | D     | Barbara Bersano      |
|    | Italia (bandiera) | C     | Antonella Bianco     |
|    | Italia (bandiera) | C     | Maura Bontempi       |
|    | Italia (bandiera) | C     | Grazia Cancelliere   |

| N. |                    | Ruolo | Calciatrice             |
| -- | ------------------ | ----- | ----------------------- |
|    | Italia (bandiera)  | C     | Simona Daniele          |
|    | Italia (bandiera)  | C     | Pina Di Fiore           |
|    | Italia (bandiera)  | C     | Rosangela Impagnatiello |
|    | Italia (bandiera)  | C     | Luciana Mazzarella      |
|    | Italia (bandiera)  | C     | Teresa Perri            |
|    | Italia (bandiera)  | C     | Ilaria Viglino          |
|    | Brasile (bandiera) | A     | Mariléia dos Santos     |
|    | Italia (bandiera)  | A     | Roberta Mantovani       |
|    | Italia (bandiera)  | A     | Nausica Pedersoli       |
|    | Italia (bandiera)  | A     | Carmen Zitolo           |

## Calciomercato

### Sessione estiva
| Acquisti | Acquisti      | Acquisti  | Acquisti   |
| R.       | Nome          | da        | Modalità   |
| -------- | ------------- | --------- | ---------- |
| C        | Pina Di Fiore | ACF Milan | definitivo |

| Cessioni | Cessioni         | Cessioni    | Cessioni   |
| R.       | Nome             | a           | Modalità   |
| -------- | ---------------- | ----------- | ---------- |
| D        | Tiziana Pittalis | Bardolino   | definitivo |
| C        | Vanessa Loi      | Bardolino   | definitivo |
| C        | Elena Rodolfi    | Fiammamonza | definitivo |

## Risultati

### Serie A

#### Girone di andata
| 27 settembre 1997, ore --:-- CEST 1ª giornata | Torino | 0 – 0 | Bardolino |  |

| Cascine Vica 4 ottobre 1997, ore --:-- CEST 2ª giornata | Cascine Vica | 4 – 0 | Torino |  |

| 11 ottobre 1997, ore 15:30 CEST 3ª giornata | Torino | 2 – 3 | Fiammamonza |  |

| Sarzana 18 ottobre 1997, ore 15:30 CEST 4ª giornata | Sarzana | 4 – 1 | Torino |  |

| 25 ottobre 1997, ore --:-- CEST 5ª giornata | Torino | 1 – 0 | Sporting Segrate 92 |  |

| Pisa 1º novembre 1997, ore --:-- CET 6ª giornata | Pisa | 5 – 0 | Torino | Campo sportivo Abetone |

| 8 novembre 1997, ore --:-- CET 7ª giornata | Torino | 0 – 0 | Agliana |  |

| Roma 29 novembre 1997, ore --:-- CET 8ª giornata | Lazio CF | 0 – 0 | Torino | Campo sportivo Banco di Roma |

| Lugo 6 dicembre 1997, ore --:-- CET 9ª giornata | Lugo Zambelli | 5 – 1 | Torino |  |

| 13 dicembre 1997, ore --:-- CET 10ª giornata | Torino | 1 – 4 | Modena |  |

| Sassari 20 novembre 1997, ore --:-- CET 11ª giornata | Torres Fo.S. | 2 – 1 | Torino | Stadio Acquedotto |

| Arbitro: | Gozzi (Terni) |

|                                        |           |                               |
| Mazzarella 11’ Perri 49’ Pedersoli 81’ | Marcatori | 10’ Murelli 48’ (aut.) Bianco |

| Arbitro: | Bonon (Rovigo) |

|                                |           |                                  |
| Mazzantini 33’ Mazzeo 42’, 71’ | Marcatori | 57’ (rig.) Bianco 67’ Garagliano |

| Arbitro: | Franzin (Monfalcone) |

|                                         |           |               |
| Pedersoli 61’ Mazzarella 74’ Bianco 79’ | Marcatori | 89’ De Felice |

| Arbitro: | Vancini (Finale Emilia) |

|                |           |  |
| Ruggenenti 75’ | Marcatori |  |

#### Girone di ritorno
| Arbitro: | Liut (Pisa) |

|             |           |                |
| Placchi 36’ | Marcatori | 15’ Mazzarella |

| 8 febbraio 1998, ore 14:30 CET 17ª giornata | Torino | 2 – 3 | Cascine Vica |  |

| Monza 14 febbraio 1998, ore 14:30 CET 18ª giornata           | Fiammamonza | 1 – 1 referto  | Torino | Stadio Gino Alfonso Sada |
| \| \| \| \| \| Novelli 40’ \| Marcatori \| 72’ Mazzarella \| |             |                |        |                          |
|                                                              |             |                |        |                          |
| Novelli 40’                                                  | Marcatori   | 72’ Mazzarella |        |                          |

| Arbitro: | Salvetti (Varese) |

|                                    |           |  |
| Mazzarella 44’ Ruggieri 89’ (aut.) | Marcatori |  |

| Arbitro: | Faraguna (Trento) |

|               |           |            |
| Miravalle 15’ | Marcatori | 44’ Bianco |

| Arbitro: | Laruccia (Bari) |

|                |           |                                        |
| Mazzarella 53’ | Marcatori | 14’, 80’ Ulivieri 40’, 65’, 78’ Sberti |

| Arbitro: | Di Braida (Trento) |

|                                       |           |                           |
| Tardelli 5’ Fiorini 73’ (rig.), 90+2’ | Marcatori | 61’, 66’ Bianco 87’ Perri |

| Arbitro: | Papandrea (Mestre) |

|                |           |  |
| Petronelli 14’ | Marcatori |  |

| Arbitro: | Baraldi (Mantova) |

|  |           |                       |
|  | Marcatori | 25’ Astolfi 62’ Ulivi |

| Arbitro: | Crudele (Isernia) |

|                                |           |                 |
| Ciardi 11’ Serra 31’, 43’, 82’ | Marcatori | 68’ Cancelliere |

| Arbitro: | Valentintich (Parma) |

|                      |           |          |
| Perri 24’ Bianco 45’ | Marcatori | 46’ Casu |

| Arbitro: | Masini (Lucca) |

|                      |           |  |
| Tagliacarne 52’, 90’ | Marcatori |  |

| Arbitro: | Mascia (Cagliari) |

|                                       |           |                            |
| Miniati 27’ Mazzarella 37’ Bianco 89’ | Marcatori | 21’ Marinozzi 25’ Iannotta |

| Arbitro: | Branciardi (Macerata) |

|                      |           |                   |
| Celentano 76’ (rig.) | Marcatori | 20’ Impagnatiello |

| Arbitro: | De Toni (Schio) |

|                                              |           |            |
| Bianco 13’ Cancelliere 36’ Impagnatiello 44’ | Marcatori | 34’ Rivola |

## Statistiche

### Statistiche di squadra
| Competizione | Punti | In casa | In casa | In casa | In casa | In casa | In casa | In trasferta | In trasferta | In trasferta | In trasferta | In trasferta | In trasferta | Totale | Totale | Totale | Totale | Totale | Totale | DR  |
| Competizione | Punti | G       | V       | N       | P       | Gf      | Gs      | G            | V            | N            | P            | Gf           | Gs           | G      | V      | N      | P      | Gf     | Gs     | DR  |
| ------------ | ----- | ------- | ------- | ------- | ------- | ------- | ------- | ------------ | ------------ | ------------ | ------------ | ------------ | ------------ | ------ | ------ | ------ | ------ | ------ | ------ | --- |
| Serie A      | 32    | 15      | -       | -       | -       | -       | -       | 15           | -            | -            | -            | -            | -            | 30     | 8      | 8      | 14     | 37     | 61     | -24 |
| Coppa Italia | -     | -       | -       | -       | -       | -       | -       | -            | -            | -            | -            | -            | -            | -      | -      | -      | -      | -      | -      | -   |
| Totale       | -     | -       | -       | -       | -       | -       | -       | -            | -            | -            | -            | -            | -            | -      | -      | -      | -      | -      | -      | -   |

### Andamento in campionato
| Giornata  | 1 | 2  | 3 | 4 | 5 | 6 | 7 | 8 | 9 | 10 | 11 | 12 | 13 | 14 | 15 | 16 | 17 | 18 | 19 | 20 | 21 | 22 | 23 | 24 | 25 | 26 | 27 | 28 | 29 | 30 |
| --------- | - | -- | - | - | - | - | - | - | - | -- | -- | -- | -- | -- | -- | -- | -- | -- | -- | -- | -- | -- | -- | -- | -- | -- | -- | -- | -- | -- |
| Luogo     | C | T  | C | T | C | T | C | T | T | C  | T  | C  | T  | C  | T  | T  | C  | T  | C  | T  | C  | T  | C  | C  | T  | C  | T  | C  | T  | C  |
| Risultato | N | P  | P | P | V | P | N | N | P | P  | P  | V  | P  | V  | P  | N  | P  | N  | V  | N  | P  | N  | V  | P  | P  | V  | P  | V  | N  | V  |
| Posizione |   | 11 |   |   |   |   |   |   |   |    | 15 | 13 | 15 | 13 | 13 | 14 | 13 | 13 | 11 | 12 | 13 | 14 | 13 | 13 | 13 | 13 | 13 | 11 | 12 | 9  |

Legenda:

Luogo: C = Casa; T = Trasferta. Risultato: V = Vittoria; N = Pareggio; P = Sconfitta.

### Statistiche delle giocatrici
| Giocatore  | Serie A  | Serie A | Serie A     | Serie A    | Coppa Italia | Coppa Italia | Coppa Italia | Coppa Italia | Totale   | Totale | Totale      | Totale     |
| Giocatore  | Presenze | Reti    | Ammonizioni | Espulsioni | Presenze     | Reti         | Ammonizioni  | Espulsioni   | Presenze | Reti   | Ammonizioni | Espulsioni |
| ---------- | -------- | ------- | ----------- | ---------- | ------------ | ------------ | ------------ | ------------ | -------- | ------ | ----------- | ---------- |
| L. Marchio | ?        | ?       | ?           | ?          | ?            | ?            | ?            | ?            | ?        | ?      | ?           | ?          |